# As close as possible
『as close as possible』（アズ・クロース・アズ・ポッシブル）は、1987年3月28日に発売されたオフコース通算13作目のオリジナルアルバム。

## 解説
「ONE FOR ALL, …ALL FOR ONE」をテーマに、1986年はメンバー個々のソロ活動に充てグループとしての活動は休止していたが、小田和正のソロ・アルバム『K.ODA』の発売を受けて同年暮れからレコーディングが開始された。結果として、小田のアメリカでのプロジェクトの成果や前作『Back Streets of Tokyo』でのコーディネーションの実績が大きく反映された。
このアルバムから後に小田のソロ作品にも引き続き参加することになるプログラマーの望月英樹が参加、シーケンサーによる打ち込みを多用した音作りに大きく変化した。また、それまではバンドのメンバーだけで行ってきた曲作りや演奏についても極力4人だけで行うという制約を取り払い、外部スタッフの導入がこのアルバムを境に頻繁に行われるようになった。結果として、4人が中心となった多目的のプロデュース集団という色合いを強めた。その一つが作詞家・松本一起の起用で、これは前年、大間が勇直子のプロデュースを手がけた時に知り合い、「この人ならオフコースでもいけるんじゃないかと思って詞を作ってもらった」と、ソロ活動の成果についてリリース当時のインタビューで答えている。
今作については、まずメンバーが作品作りに関して深く関わるというコンセプトが先にあったとし、小田は「これについては、頭から誰が何曲作るとかいった予定のようなものを決めてスタートしました。それに、自分の作った曲は自分で歌わなければいけないということもないだろうという柔軟な考えもあって、やっている途中も『これは仁が歌ったほうがいいんじゃないかな』と思った曲もあったけど、結局キーの問題もあって、今回は見送った」と答えている。
B-1「Love Everlasting」は『K.ODA』のレコーディング時に制作されていたもの。そのため、この曲のみ『K.ODA』と同じレコーディング・メンバーが参加している。
B-5「嘘と噂」での坂本龍一の参加はシングル「今だから」での編曲や、坂本が当時パーソナリティを務めていたラジオ番組に小田がゲストで呼ばれる等の経緯から。またこの曲には大貫妙子がゲスト・ボーカルで参加している。これについて小田は「外部の人と組むことには積極的になろうと思っていましたからね。二人がひとつの曲に重なったのは結果としてそうなっただけのことで深い意味はありません。それにしても、最初は女の子のボーカルを入れるつもりはなかったんですが、詞を書いているうちに、これだったら女の子が歌ったほうがいいだろうと考えが出てきたんですよ。この曲では、たとえば3行目と4行目は女の子の気持ちを書いたわけで、それを女の子が歌えばストレートにその気持ちが伝わるでしょ。彼女の声も前から好きだったし。それで今回、彼女のあの声であの歌い方でいったらこの曲にハマるだろうなと考えて参加してもらったんですよ」と答えている。この曲は後に、CM、映画、TVで使われた曲を集めた大貫のオフィシャル・セレクション・アルバム『palette』にボーナス・トラックとして“オフコース featuring 大貫妙子”名義で収録された。
A-5「Tiny Pretty Girl」とB-3「心の扉」では清水仁が初めて作曲者としてクレジットされ、リード・ボーカルも担当している。この2曲について清水は「共作については、僕がまずベーシックなものを作ってそれを松尾に聴かせて手直しをしてゆくという方法でやりました」と答えている。この時点で、オフコースは3人のソングライターを擁することになる。

## 収録曲
| 全編曲: オフコース。 |                                         |                          |                   |       |
| #                    | タイトル                                | 作詞                     | 作曲              | 時間  |
| 1.                   | 「もっと近くに (as close as possible)」 | 小田和正 · Randy Goodrum | 小田和正          | 5'34" |
| 2.                   | 「IT'S ALL RIGHT (ANYTHING FOR YOU)」   | 小田和正                 | 小田和正          | 4'43" |
| 3.                   | 「ガラスの破片」                        | 秋元康                   | 松尾一彦          | 4'44" |
| 4.                   | 「白い渚で」                            | 小田和正                 | 小田和正          | 4'24" |
| 5.                   | 「Tiny Pretty Girl」                    | 松本一起                 | 清水仁 · 松尾一彦 | 4'28" |

| #  | タイトル             | 作詞                | 作曲                | 編曲       | 時間  |
| -- | -------------------- | ------------------- | ------------------- | ---------- | ----- |
| 1. | 「Love Everlasting」 | Randy Goodrum       | Dann Huff           | Dann Huff  | 4'44" |
| 2. | 「I'm a man」        | 秋元康              | 松尾一彦            | オフコース | 5'05" |
| 3. | 「心の扉」           | 松本一起 · 小田和正 | 清水仁 · 松尾一彦   | オフコース | 3'55" |
| 4. | 「SHE'S GONE」       | 小田和正            | 小田和正 · 松尾一彦 | オフコース | 3'39" |
| 5. | 「嘘と噂」           | 小田和正            | 小田和正            | オフコース | 4'40" |

## クレジット
| Exective Producer Toshifumi Muto |

| Produced by | - OFF COURSE - Bill Schnee * |

| Arranged by | - OFF COURSE - Dann Huff * |

| Recorded by | - Shiro Kimura - Bill Schnee - Dan Garcia - Kazuhiko Yanagisawa |

| Aassistant Engineers | - Eiko Honda - Tokuo Inoue |

| Mixed by | - Bill Schnee - Shiro Kimura |

| Mastered by Doug Sax |

| - Recording - and Mixing Studios |  | - Yamaha R&D - Studio SKY - Off Course Studio - Studio 55 - Schnee Studio |

| Mastering Mastering Lab. |
|                          |

| - KeyBoards |  | - Kazumasa Oda - Robbie Buchanan * - Ryuichi Sakamoto ** - by the courtesy of MIDI INC./School |

| Drums | Jiro Oma Jeff Porcaro * |

| - Percussions |  | - Jiro Oma - Lenny Castro * |

| - Guitars |  | - Kazuhiko Matsuo - Dann Huff * |

| - Bass |  | - Hitoshi Shimizu - David Hungate * |

| Background Vocals |  | - Kazumasa Oda - Hitoshi Shimizu - Kazuhiko Matsuo |

| Female Vocal |  | - Taeko Onuki ** - by the courtesy of MIDI INC./DEAR HEART |

| Trumpet & Flugel Horn |  | - Jerry Hey - Gary Grant |

| Trombone Bill Reithenbach |

| Sax | - Brandon Fields - Tom Peterson |

| Baritone Sax & Flute Kim Hutchtroft |

| Synthesizer Programming | - Yoshiyuki Sawada (Yamaha R&D Tokyo) - Hideki Mochizuki (Fairway Music) |

| * Love Everlasting ** 嘘と噂 |
|                              |

| - Production - Coordinated by |  | - Kaname Togashi (Fairway Music) - Akira Kikuchi (Off Course Company) - Masamichi Yoshida (Off Course Company) - Akira Sasajima (Fuji Pacific) - Shoji Yamazaki (Fun House) - Masakazu Sakuma (Fun House) |
|                               |  | |

| Cover Art Direction Katsumi Komagata      |
| Photography Arao Yokogi                   |
| Design Keisuke Unosawa                    |
| Coordination Iwata                        |
| Cover Design Coordinated by Akira Kikuchi |
|                                           |

| Special Thanks to | - Kazunaga Nitta (Fun House) - Ichi Asatsuma (Fuji Pacific) - Shigenori Tanaka (Yamaha R&D Tokyo) - Tamami Tezuka (Yamaha R&D Tokyo) - Taketoshi Takagi (STC Japan) - Naoko Kawahito - Taizo Endo - Tatsuya Funakoshi |

## CD選書シリーズ

### 解説
「CD選書シリーズ」の一枚として廉価盤でのリリース。CDケースは、プラスティック製のスリム・ケースを使用。

### 収録曲
1. もっと近くに (as close as possible)
2. IT'S ALL RIGHT (ANYTHING FOR YOU)
3. ガラスの破片
4. 白い渚で
5. Tiny Pretty Girl
6. Love Everlasting
7. I’m a man
8. 心の扉
9. SHE’S GONE
10. 嘘と噂

## リリース履歴
| # | 発売日         | リリース                              | 規格 | 品番      | 備考 |
| - | -------------- | ------------------------------------- | ---- | --------- | --- |
| 1 | 1987年3月28日  | ファンハウス                          | LP   | 28FB-2081 | 帯の代わりにステッカーが貼られる。レーベルはアルバム・オリジナルのデザインを採用（ポスター & ステッカー封入）。      |
| 1 | 1987年3月28日  | ファンハウス                          | CT   | 28FC-2081 | カセット同時発売。                                                                                                   |
| 1 | 1987年3月28日  | ファンハウス                          | CD   | 32FD-1054 | CD同時発売（ステッカー封入）。                                                                                       |
| 2 | 1988年12月10日 | ファンハウス                          | CD   | 40FD-7048 | ピュアゴールドCDでの再発。一部の曲でオリジナルCDとミックスが異なる上、全曲において左右のチャンネルが逆になっている。 |
| 3 | 1988年12月10日 | ファンハウス                          | CD   | 00FD-7053 | ファンハウス在籍時のオリジナル・アルバム4枚組CD-BOX『SPECIAL CD SET OFF COURSE 1984-1988』の中の1枚。                |
| 4 | 1994年5月25日  | ファンハウス                          | CD   | FHCF-8008 | CD選書シリーズの一枚。                                                                                               |
| 5 | 2022年6月15日  | Ariola Japan / Sony Music Labels Inc. | CD   | FHCL-3012 | リマスタリングによる再発。                                                                                           |